# Giro de Lombardía 1930
El Giro de Lombardía 1930 fue la 26ª edición del Giro de Lombardía. Esta carrera ciclista organizada por La Gazzetta dello Sport se disputó el 26 de octubre de 1930 con salida y llegada a Milán después de un recorrido de 234 km.
El ganador fue Michele Mara (Bianchi-Pirelli que se impuso ante sus compatriotas Alfredo Binda (Legnano-Pirelli) y Learco Guerra (Maino-Clement).
Domenico Piemontesi es el primer a cruzar la línea de meta pero es relegado a la cuarta posición porquo es apoyó en Binda y Mara en el esprint final.

## Clasificación general
| Posición | Ciclista            | Equipo          | Tiempo     |
| -------- | ------------------- | --------------- | ---------- |
| 1        | Michele Mara        | Bianchi-Pirelli | 7h 40' 00" |
| 2        | Alfredo Binda       | Legnano-Pirelli | m. t.      |
| 3        | Learco Guerra       | Maino-Clement   | m. t.      |
| 4        | Domenico Piemontesi | Bianchi-Pirelli | m. t.      |
| 5        | Gugliemo Marin      | Individual      | m. t.      |
| 6        | Renato Scorticati   | Individual      | m. t.      |
| 7        | Alfredo Bovet       | Bianchi-Pirelli | m. t.      |
| 8        | Augusto Zanzi       | Binda SC-Varese | m. t.      |
| 9        | Antonio Negrini     | Bianchi-Pirelli | m. t.      |
| 10       | Carlo Moretti       | Individual      | m. t.      |